# Вікторинка
Вікторинка (рос. Викторинка) — колишня колонія у Писарівській сільській раді Володарсько-Волинського (Кутузівського, Володарського) району Житомирської області.

## Населення
Наприкінці 19 століття в колонії проживало 99 осіб, дворів — 16, у 1906 році — 116 мешканців, дворів — 18, у 1910 році — 120 осіб, у 1923 році — 104 жителі, дворів — 22, у 1924 році — 110 осіб (з перевагою населення німецької національности), дворів — 24.

## Історія
Колишнє лютеранське поселення на орендованих землях, лежало північно-західніше Житомира. Належало до лютеранської парафії у Геймталі.
Наприкінці 19 століття — колонія Горошківської волості Житомирського повіту, за 54 версти від Житомира.
У 1906 році — колонія Горошківської волості (1-го стану) Житомирського повіту Волинської губернії. Відстань до губернського та повітового центру, м. Житомир, становила 56 верст, від волосного центру, містечка Горошки — 14 верст. Найближче поштово-телеграфне відділення розміщувалося у Горошках.
У 1923 році включена до складу новоствореної Краївщинської сільської ради, яка, 7 березня 1923 року, увійшла до складу новоутвореного Кутузівського району Коростенської округи. Розміщувалася за 15 верст від районного центру, міст. Кутузове, та 3 версти — від центру сільської ради, с. Краївщина. 24 серпня 1923 року, відповідно до рішення Волинської ГАТК (протокол № 4 «Про зміни границь в межах округів, районів і сільрад», колонію підпорядковано Писарівській сільській раді Кутузівського (згодом — Володарський, Володарсько-Волинський) району.
Знята з обліку населених пунктів до 1 жовтня 1941 року.